# 漢泰卡河
漢泰卡河是俄羅斯的河流，屬於葉尼塞河的右支流，由克拉斯諾亞爾斯克邊疆區負責管轄，河道全長174公里，流域面積30,700平方公里，河水主要來自雨水和融雪，每年十月至翌年六月結冰。
68°06′50″N 86°33′00″E / 68.11389°N 86.55000°E